# Paolo Bossini
Paolo Bossini (ur. 29 czerwca 1985 w Brescii) – włoski pływak specjalizujący się w stylu klasycznym, mistrz Europy 2004 oraz wicemistrz Europy 2006 na dystansie 200 m stylem klasycznym.

## Osiągnięcia

### Mistrzostwa Europy (basen 50 m)
- 2004 Madryt –  (200 m stylem klasycznym)
- 2006 Budapeszt –  (200 m stylem klasycznym)

### Mistrzostwa Europy (basen 25 m)
- 2004 Wiedeń –  (200 m stylem klasycznym)
- 2007 Debreczyn –  (200 m stylem klasycznym)
- 2005 Triest –  (200 m stylem klasycznym)
- 2006 Helsinki –  (200 m stylem klasycznym)